# Aeropuerto Internacional de Mehrabad
El Aeropuerto Internacional de Mehrabad (IATA: THR, OACI: OIII) es el principal aeropuerto de vuelos de cabotaje de la ciudad de Teherán (Irán). Además, tiene conexión aérea con La Meca y demás vuelos internacionales de carga. Fue el principal aeropuerto de Teherán, pero a partir de 2007 le reemplazó el Aeropuerto Internacional Imán Jomeini.
No obstante, sigue siendo el aeropuerto iraní con mayor tráfico de aviones y pasajeros. Está ubicado al oeste de Teherán, mucho más próximo al centro de la ciudad que el Aeropuerto Internacional Imán Jomeini.

## Terminales, aerolíneas y destinos
El aeropuerto está formado por seis terminales, las Terminales 1, 3 y 5 solo se usan en los periodos de peregrinación a La Meca Hajj y Umrah. La mayoría de aerolíneas opera en las Terminales 4 y 6, excepto Iran Air, Iran Air Tours y ATA Air, cuya base está en la Terminal 2. Esta sirve además a los vuelos de carga.
| Aerolíneas                   | Destinos | Terminal  |
| ---------------------------- | --- | --------- |
| Air Atlanta Icelandic        | Luxemburgo | 2 (carga) |
| ATA Air                      | Isla de Kish, Mashhad, Shiraz, Tabriz | 2         |
| Cargolux                     | Dubái, Luxemburgo, Hong Kong | 2 (carga) |
| Caspian Airlines             | Ahvaz, isla de Kish, Mashhad, Tabriz | 4, 6      |
| Eram Air                     | Avhaz, Bandar Abbás, isla de Kish, Mashhad, Tabriz | 4, 6      |
| Fars Air Qeshm               | Bandar Abbás, Bandar Lengeh, isla de Qeshm, Mahshahr | 4, 6      |
| Hesa Airlines                | Isfahán | 4, 6      |
| Iran Air                     | en temporada: Yidda, Medina | 1, 5      |
| Iran Air                     | Ahvaz, Ardebil, Bandar Abbás, Biryand, Bushehr, Qeshm, Isfahán, Kermanshah, isla de Kish, Lar, Mashhad, Rasht, Shahr-e Kord, Sarí, Shiraz, Tabriz, Urmía, Yazd, Zahedán                                                                       | 2         |
| Iran Air Tours               | Abadán, Ahvaz, Bandar Abbás, Chabahar, Isfahán, Kermanshah, Jorramabad, Mashhad, Rasht, Sarí, Shahr-e Kord, Shiraz, Tabriz, Urmía, Yazd, Zahedán                                                                                              | 2         |
| Iran Aseman Airlines         | Abadán, Ahvaz, Ardebil, Asaluyé, Bam, Biryand, Bochnurd, Bushehr, Gorgán, Qeshm, Ilam, Isfahán, Kermanshah, isla de Kish, Joy, Lamerd, Lar, Mashad, Rafsanyán, Ramsar, Rasht, Sabzevar, Sahand, Sanandaj, Shiraz, Tabás, Tabriz, Yasuch, Yazd | 4, 6      |
| Iranian Airlines             | Asaluyé, Mashhad, isla de Kish, Shiraz | 4, 6      |
| Kish Air                     | Abadán, Asaluyé, Ahvaz, Bandar Abbás, Hamadán, Isfahán, isla de Qeshm, isla de Kish , Mahshahr, Mashhad, Shiraz, Shahr-e Kord, Tabriz | 4, 6      |
| Lufthansa Cargo              | Leipzig/Halle, Sharjah | 2 (carga) |
| Mahan Air                    | en temporada: Yida | 1, 5      |
| Mahan Air                    | Ardabil, Asaluyé, Biryand, Bandar Abbás, Dezful, Iranshahr, Isfahán, Kermán, isla de Kish, Mahshahr, Mashhad, Shiraz, Siryán, Zabol | 4, 6      |
| Martinair Cargo              | Ámsterdam | 2 (carga) |
| Naft Air Lines               | Ahvaz, Mahshahr | 4, 6      |
| Saha Air                     | Avhaz, isla de Kish, Mashhad | 4, 6      |
| Sahand Asia Air              | Mashhad | 4, 6      |
| Saudi Arabian Airlines       | en temporada: Yida, Medina | 1, 5      |
| Saudi Arabian Airlines Cargo | Yida | 2 (carga) |
| Zagros Air                   | Ahvaz, Mashad, isla de Kish, Shiraz, isla de Sirí | 4, 6      |

## Accidentes e incidentes
- el 19 de junio de 2005 un DC-10 de Northwest Airlines que volaba de Bombay a Ámsterdam realizó un aterrizaje de emergencia en el aeropuerto debido a un aviso de fuego en el compartimento de carga, el cual resultó ser una falsa alarma. La aeronave despegó nuevamente unas ocho horas después sin problemas.[1]

- el 6 de diciembre de 2005, un C-130 Hercules de la Fuerza Aérea de Irán se estrelló poco después de despegar del aeropuerto.